# グラース銃
グラース銃（グラースじゅう、仏: Fusil Gras Modèle 1874 M80）は、19世紀フランスのボルトアクションライフルである。

## 概要
フランス陸軍によって使用されたグラース銃は、バジーレ・グラース（Basile Gras）大佐によって、シャスポー銃を金属製カートリッジに適合させた物だった。このライフルは、口径11mm、重量25g、黒色火薬を充填したセンターファイアカートリッジを使用した。それは強力な兵器だったが、装填後に1発の弾丸しか撃てなかった。また、Model 1874 「グラース」として知られている、断面が三角形のスパイク銃剣が付属した。
シャスポー銃からの改良点としては、同銃が撃針のコッキングをボルト解放前に親指で撃鉄(コッキングピース)を引く事で、手動で行う必要があったのに対して、グラース銃はボルトの引き起こしと同時にコッキングが完了するコックオン・オープニング方式を採用した事であった。コッキングピースを直接引く機能は残されてはいたが、この改良により速射時の操作性が向上した。
グラース銃は単発銃であった為、1886年から8連発のルベルM1886ライフルに置き換えられていった。それまでに約40万挺のグラース銃が主にサン＝テティエンヌ造兵廠によって製造された。
金属製カートリッジのグラース銃は、1866年にボクサー大佐によって設計された金属製カートリッジ（ボクサーカートリッジ）、および1870年にイギリスで開発されたマルティニ・ヘンリー銃に対応して開発された。それらはすぐに、ドイツ人によってGew71として見習われた。
ギリシャ陸軍は1877年にグラース銃を採用した。そして、それは全ての紛争で、第二次世界大戦まで使用された。それはオスマン帝国に対する様々な反乱からドイツ人に対する抵抗まで、伝説的な地位を得て、ゲリラ兵のお気に入りの兵器となった。
グラース銃の名称は言語に取り入れられた。「Grades」は、20世紀前半に全てのライフルに口語的に適用された用語だった。
日本ではグラース銃を原型にして十三年式村田単発銃が開発された。村田銃は日本が最初に国産化した近代的軍用ライフルだった。

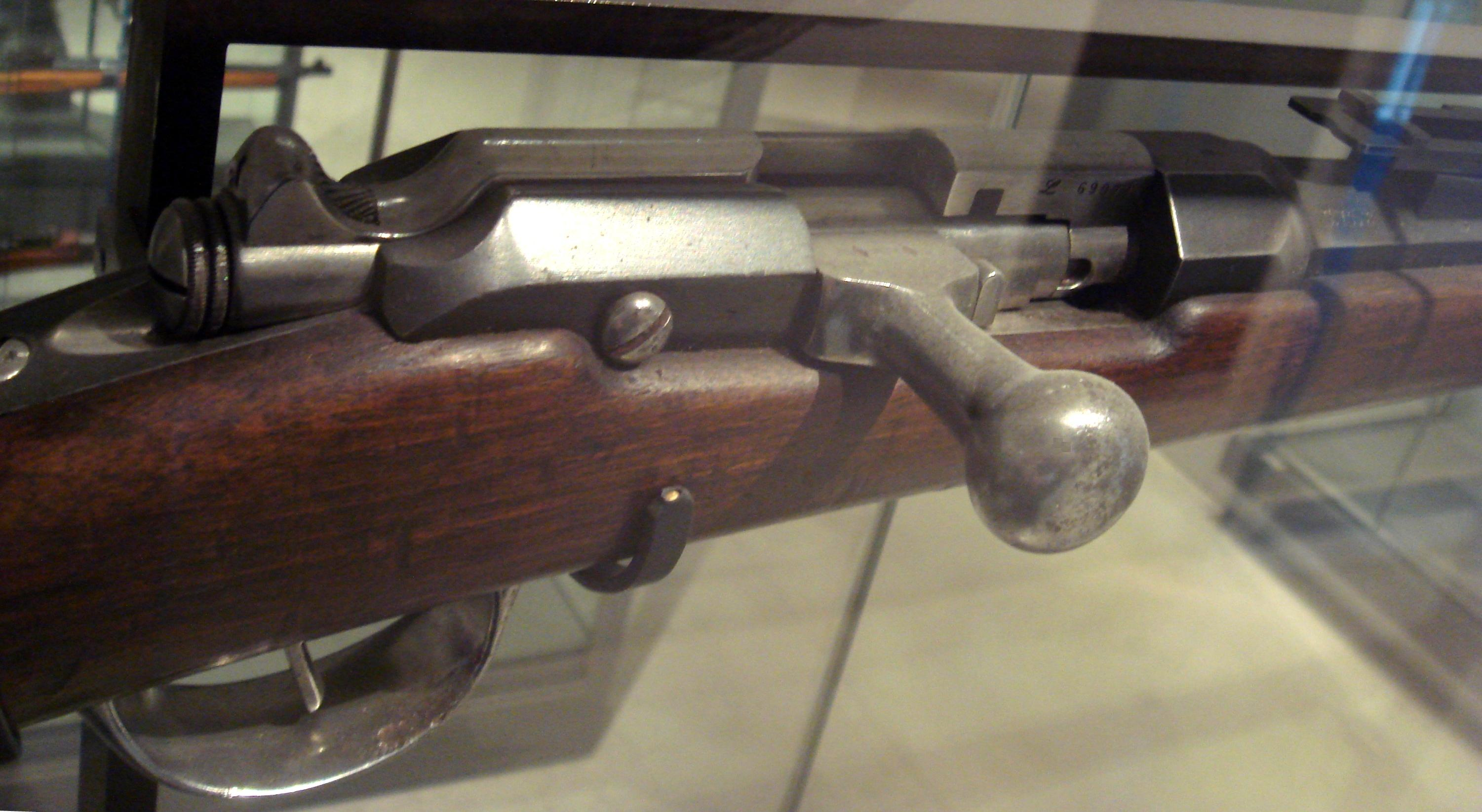
グラース銃の尾栓部分
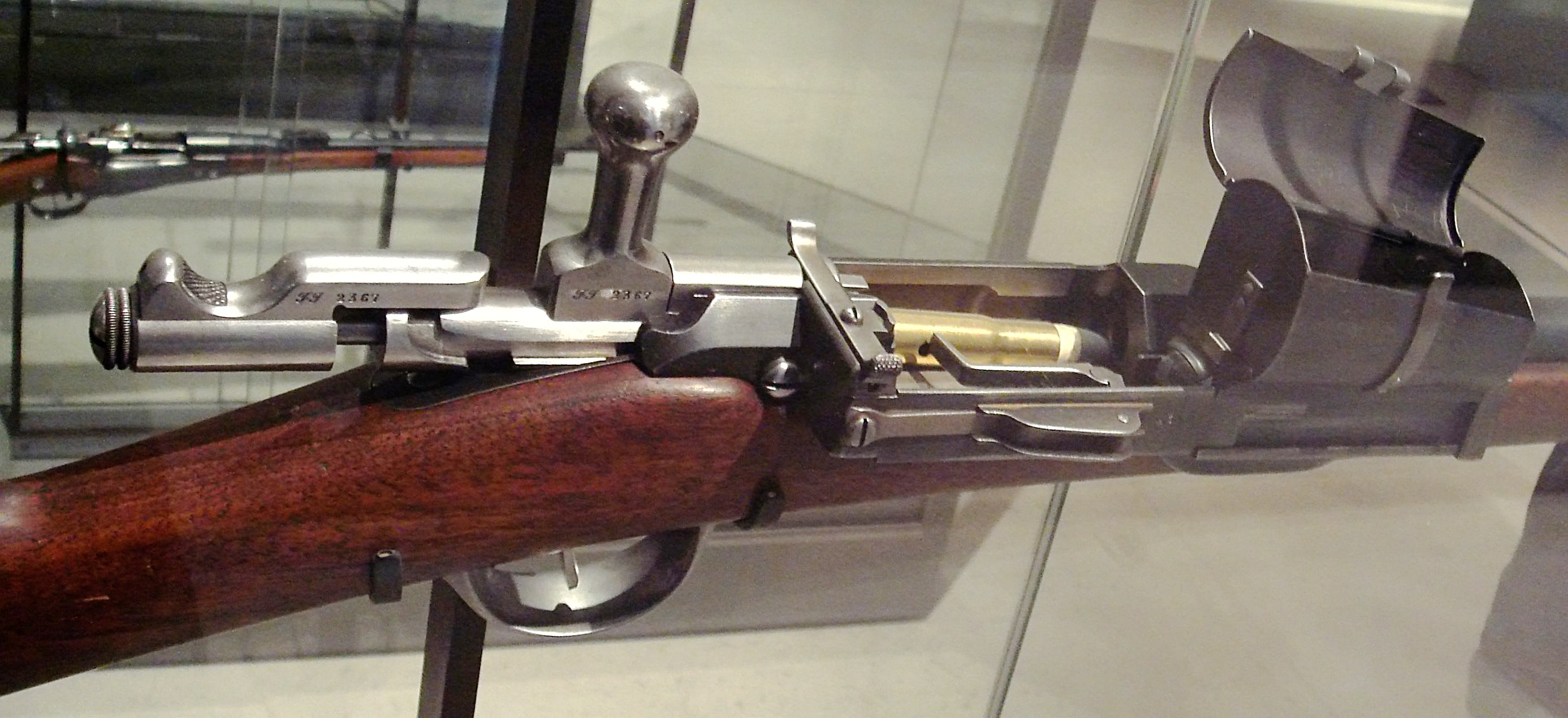
1883年に改良された10発入り重力弾倉付きのグラース銃
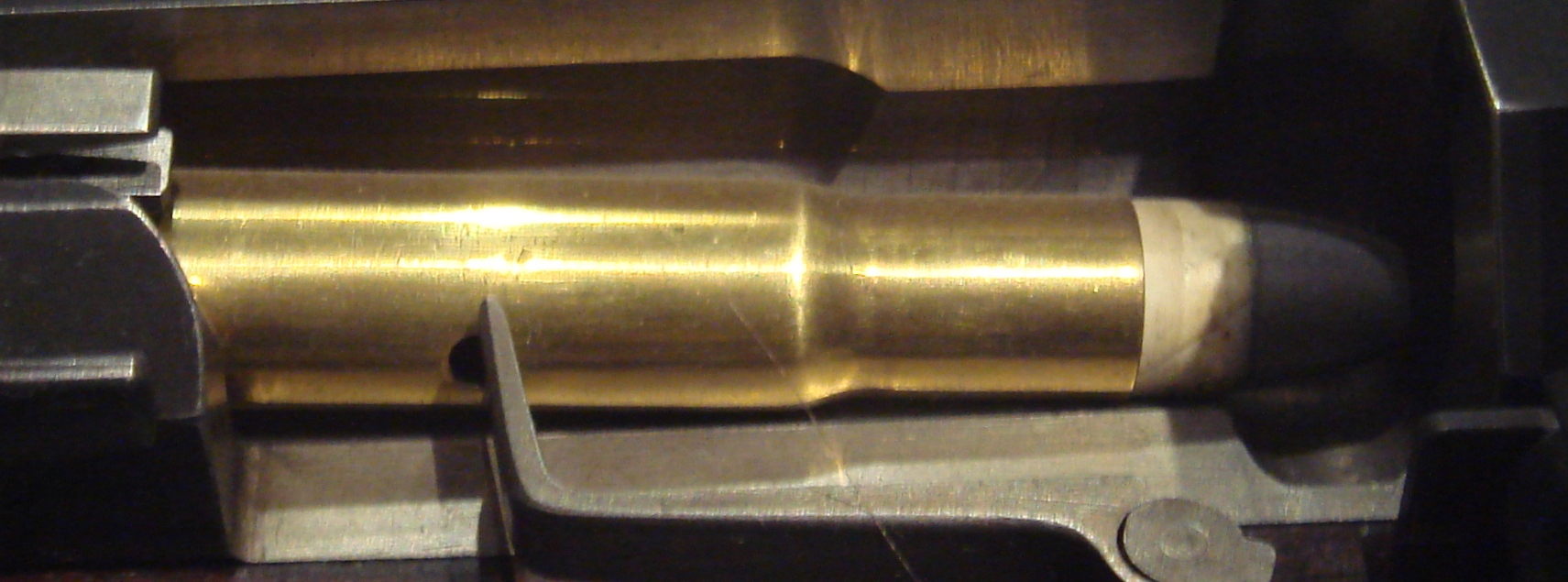
ボルトを開いて金属製実包を挿入した様子。弾頭の下に見える溝は、もし薬莢が破れた際に噴出した火薬ガスを側面へ逃がすためのベント。